# Jesús María (Argentina)
Jesús María è una città dell'Argentina, capoluogo del dipartimento di Colón nella provincia del Córdoba.